# Nematopodius nigripalpis
Nematopodius nigripalpis là một loài tò vò trong họ Ichneumonidae.